# Tvåbandad ökenlöpare
Tvåbandad ökenlöpare (Smutsornis africanus) är en afrikansk vadarfågel i familjen vadarsvalor.

## Utseende och läte
Tvåbandad ökenlöpare är en distinkt, 24 cm lång ökenlöpare med kraftigt mörkfjällig ovansida och två tydliga, svarta bröstband. I flykten syns ett rostfärgad band tvärs över armpennorna och de inre handpennorna. Lätet är en snabb och gäll drill som stiger och faller, inte olikt vattentjockfot, och fortsätter sedan med parvisa "keek-eek".

## Utbredning och systematik
Tvåbandad ökenlöpare placeras antingen som ensam art i släktet Smutsornis eller med andra arter i Rhinoptilus. Den delas upp i åtta underarter med följande utbredning:
- Smutsornis africanus raffertyi – Eritrea till Etiopien och Djibouti
- Smutsornis africanus hartingi – sydöstra Etiopien och Somalia
- Smutsornis africanus gracilis – Kenya och Tanzania
- Smutsornis africanus bisignatus – sydvästra Angola
- Smutsornis africanus erlangeri – nordvästra Namibia (Etosha-regionen)
- Smutsornis africanus traylori – nordvästra Botswana (Makgadikgadi) och västra Zimbabwe
- Smutsornis africanus africanus – Namibia (förutom i nordväst), västra och södra Botswana samt nordvästraSydafrika (norra delen av Norra Kapprovinsen
- Smutsornis africanus granti – västra Kapprovinsen och karoo i Sydafrika

## Status och hot
Arten har ett stort utbredningsområde och en stor population med stabil utveckling och tros inte vara utsatt för något substantiellt hot. Utifrån dessa kriterier kategoriserar internationella naturvårdsunionen IUCN arten som livskraftig (LC).